# املجى (مودية)

تعديل مصدري - تعديل

املجى هي إحدى قرى عزلة مودية بمديرية مودية التابعة لمحافظة أبين، بلغ تعداد سكانها 150 نسمة حسب تعداد اليمن لعام 2004.